# Comuna Brădești, Dolj
Brădești este o comună în județul Dolj, Oltenia, România, formată din satele Brădești (reședința), Brădeștii Bătrâni, Meteu, Piscani, Răcari și Tatomirești.

## Demografie
Componența etnică a comunei Brădești
     Români (90,07%)
     Alte etnii (0,42%)
     Necunoscută (9,51%)
Componența confesională a comunei Brădești
     Ortodocși (87,81%)
     Creștini după evanghelie (1,11%)
     Alte religii (1,22%)
     Necunoscută (9,86%)
Conform recensământului efectuat în 2021, populația comunei Brădești se ridică la 4.248 de locuitori, în scădere față de recensământul anterior din 2011, când fuseseră înregistrați 4.431 de locuitori. Majoritatea locuitorilor sunt români (90,07%), iar pentru 9,51% nu se cunoaște apartenența etnică. Din punct de vedere confesional, majoritatea locuitorilor sunt ortodocși (87,81%), cu o minoritate de creștini după evanghelie (1,11%), iar pentru 9,86% nu se cunoaște apartenența confesională.

## Politică și administrație
Comuna Brădești este administrată de un primar și un consiliu local compus din 13 consilieri. Primarul, Ion Răcăreanu[*], de la Partidul Social Democrat, este în funcție din 2008. Începând cu alegerile locale din 2024, consiliul local are următoarea componență pe partide politice:
|  | Partid                          | Consilieri | Componența Consiliului | Componența Consiliului | Componența Consiliului | Componența Consiliului | Componența Consiliului | Componența Consiliului | Componența Consiliului |
|  | ------------------------------- | ---------- | ---------------------- | ---------------------- | ---------------------- | ---------------------- | ---------------------- | ---------------------- | ---------------------- |
|  | Partidul Social Democrat        | 7          |                        |                        |                        |                        |                        |                        |                        |
|  | Forța Dreptei                   | 2          |                        |                        |                        |                        |                        |                        |                        |
|  | Uniunea Salvați România         | 1          |                        |                        |                        |                        |                        |                        |                        |
|  | Alianța pentru Unirea Românilor | 1          |                        |                        |                        |                        |                        |                        |                        |
|  | Partidul Național Liberal       | 1          |                        |                        |                        |                        |                        |                        |                        |
|  | Partidul S.O.S. România         | 1          |                        |                        |                        |                        |                        |                        |                        |